# Cruzmaltina
Cruzmaltina este un oraș în Paraná (PR), Brazilia.